# Franz Held
Franz Held   (Passau, 6 de maig de 1948) és un remer alemany, ja retirat, que va competir sota bandera de la República Federal Alemanya durant les dècades de 1960 i 1970.
El 1968 va prendre part en els Jocs Olímpics d'Estiu de Ciutat de Mèxic, on fou dotzè en la prova del dos sense timoner del programa de rem. Quatre anys més tard, als Jocs de Múnic, guanyà la medalla de bronze en la prova del quatre sense timoner. Formà equip amb Peter Funnekötter, Joachim Ehrig i Wolfgang Plottke.
En el seu palmarès també destaquen dues medalles de bronze al Campionat d'Europa de rem, una en el vuit amb timoner i una altra en el quatre sense timoner.